# Cercomantispa natalica
Cercomantispa natalica är en insektsart som först beskrevs av Navás 1909.  Cercomantispa natalica ingår i släktet Cercomantispa och familjen fångsländor. Inga underarter finns listade i Catalogue of Life.